# ۱۵ خرداد
۱۵ خرداد/جوزا هفتاد و هفتمین روز سال در گاه‌شماری خورشیدی است. به پایان سال ۲۸۸ روز (۲۸۹ روز در سال کبیسه) باقی‌است.

## رویدادها
- ۱۲۹۹ - تشکیل جمهوری شورایی سوسیالیستی ایران
- ۱۳۱۰. انتشار نخستین شماره روزنامه انیس
- ۱۳۴۲ - تظاهرات ۱۵ خرداد
- ۱۴۰۱ - سرقت از بانک ملی شعبه دانشگاه تهران
- ۱۴۰۴ - رقابت ۱۵ خرداد ۱۴۰۴ تیم ملی فوتبال ایران با تیم ملی فوتبال قطر در مرحله مقدماتی جام جهانی فوتبال ۲۰۲۶ (آسیا)

## زادروزها
- ۱۳۰۳ - مسلم ملکوتی، از مراجع تقلید شیعه و امام جمعه تبریز
- ۱۳۱۲ - رضا داوری اردکانی، فیلسوف و اندیشمند معاصر ایرانی
- ۱۳۲۱ - عباس دوزدوزانی، نخستین وزیر فرهنگ و ارشاد اسلامی ایران پس از پیروزی انقلاب ۱۳۵۷

## درگذشت‌ها
- ۱۳۸۹ - محمدعلی حیاتی، نماینده دوره هفتم مجلس شورای اسلامی و دوره هشتم مجلس شورای اسلامی از حوزه انتخابیه لامرد و مهر
- ۱۳۹۱ - سیما کوبان، نقاش
- ۱۴۰۱ - سید محمود دعایی، روحانی و سیاستمدار